# Motor City Cruise
I Motor City Cruise sono una squadra di pallacanestro di Detroit che milita nella NBA Development League, il campionato professionistico di sviluppo della National Basketball Association.

## Storia
Nati come Southern California Surf giocarono inizialmente nella nuova ABA, e durante la stagione 2001-02 raggiunsero la finale, poi persa contro i Kansas City Knights, della Lega.
Dopo l'anno di sospensione della Lega, nella stagione 2003-04, dopo essersi trasferiti a Long Beach, assunsero la denominazione di Long Beach Jam, vincendo, proprio in quell'anno la rivincita della finale contro i Kansas City Knights.
Dopo un'altra stagione e mezza, nel maggio del 2005 i pressanti problemi finanziari e logistici decretarono il ritiro dalla Lega.
Trasferitisi a Bakersfield nel 2006, entrarono al contempo nella NBA Development League assumendo la denominazione di Bakersfield Jam e giocarono gli incontri casalinghi nel Dignity Health Event Center. Nell'aprile 2016 vennero acquisiti dai Phoenix Suns, che li trasferirono a Prescott Valley.
Il 29 luglio 2020 vennero acquistati dai Detroit Pistons, che li trasferirono a Detroit, con inizio delle operazioni nella stagione 2021-22.

## Squadre NBA affiliate
Sono affiliati alle seguenti squadre NBA: Detroit Pistons.

## Record stagione per stagione
| Long Beach Jam        |                |                |                |     |     |      |                                                                                |
| 2003–04               | ABA            |                | 1°             | 24  | 7   | 77,4 | Campioni ABA (Kansas City) 126-123                                             |
| 2004-05               | ABA            | Red            | 2°             | 18  | 10  | 64,3 | vincono quarti di finale (Las Vegas) 148-126 perdono semifinali (Utah) 130-115 |
| Bakersfield Jam       |                |                |                |     |     |      |                                                                                |
| 2006-07               | D-League       | Western        | 6°             | 19  | 31  | 38,0 |                                                                                |
| Bakersfield Jam       |                |                |                |     |     |      |                                                                                |
| 2007-08               | D-League       | Western        | 5°             | 11  | 39  | 22,0 |                                                                                |
| 2008-09               | D-League       | Western        | 3°             | 26  | 24  | 52,0 | perdono 1º turno (Utah) 94-81                                                  |
| 2009-10               | D-League       | Western        | 8°             | 17  | 33  | 34,0 |                                                                                |
| 2010-11               | D-League       | Western        | 4°             | 29  | 21  | 58,0 | perdono 1º turno (Rio Grande Valley) 2-1                                       |
| 2011-12               | D-League       | Western        | 3°             | 28  | 22  | 56,0 | vincono 1º turno (Dakota) perdono semifinali (Los Angeles) 2-0                 |
| 2012-13               | D-League       | West           | 1°             | 36  | 14  | 72,0 | perdono 1º turno (Austin) 2-0                                                  |
| 2013-14               | D-League       | West           | 4°             | 24  | 26  | 48,0 |                                                                                |
| 2014-15               | D-League       | Western        | 2°             | 34  | 16  | 68,0 | perdono 1º turno (Austin) 1-2                                                  |
| 2015-16               | D-League       | Pacific        | 3°             | 22  | 28  | 44,0 |                                                                                |
| Northern Arizona Suns |                |                |                |     |     |      |                                                                                |
| 2016-17               | D-League       | Pacific        | 3°             | 22  | 28  | 44,8 |                                                                                |
| 2017-18               | D-League       | Pacific        | 4°             | 23  | 27  | 46,0 |                                                                                |
| 2018-19               | D-League       | Pacific        | 5°             | 12  | 38  | 24,0 |                                                                                |
| 2019-20               | D-League       | Pacific        | 5°             | 8   | 34  | 19,0 |                                                                                |
| Regular season        | Regular season | Regular season | Regular season | 359 | 408 | 46,8 |                                                                                |
| Play-off              | Play-off       | Play-off       | Play-off       | 6   | 10  | 37,5 |                                                                                |